# Mac Pro

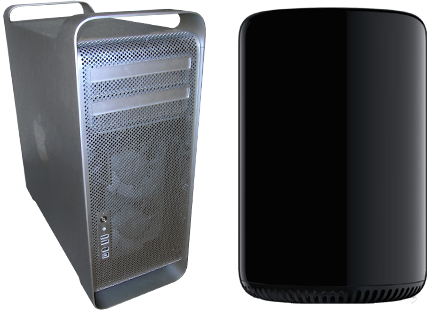
Två olika versioner av Mac Pro.

Mac Pro är en persondator av arbetsstationklass från Apple. Mac Pro lanserades 7 augusti 2006 under företagets utvecklarkonferens, WWDC. Datorn ersatte Power Mac G5. Den största nyheten i Mac Pro var processorbytet från PowerPC 970MP till Intel Xeon 5100-serien. Övriga märkbara nyheter var plats för en extra optisk enhet (5.25") och dubblering från två till fyra interna platser för hårddiskar. Datorns framsida fick även ett tillskott med en Firewire 800-port och en ytterligare USB 2.0-port. På datorns baksida var enda nyheten att den kortplats som var avsedd för grafikkortet hade fått ett ökat avstånd till de övriga kortplatserna för att ge plats åt grafikkort med extra kylning utan att täcka över den närmaste porten.
Den 8 januari 2008, exakt en vecka innan Macworld Expo startade, fick datorn sin första uppdatering sedan lanseringen bortsett från våren 2007 då en kraftfullare processor lades in i tillvalen. I "revision B" ökades systembussen från 1,33 till 1,6 GHz, Xeon-processorerna byttes ut mot kraftfullare versioner (mer cache, SSE4, med mera), minnesstandarden höjdes från 667 till 800 MHz, Bluetooth blev standard, tillbehöret WLAN-kort blev förbättrad med 11n, de valbara grafikkorten byttes mot modernare och kraftfullare versioner, med mera.
I början av mars 2009 fick datorn en ny större tillsyn för de tekniska specifikationerna. Minnesstandarden förbättrades från 800 till 1066 MHz. Den nya Xeon "Nehalem"-processorn gjorde entré. Antalet Firewire-portar blev oförändrade, men Firewire 400-versionen togs bort och därmed finns det enbart Firewire 800-portar. På grafikkorten hade den ena av de tidigare två DVI-portarna ersatts av en Mini Displayport-kontakt. 
Blu-ray fanns aldrig som valmöjlighet i Mac Pro. Däremot gick sådana enheter att köpa hos andra försäljare för att sedan monteras i datorn.

## Revision A (2006-08-07)
Tekniska specifikationer
- Moderkort: egenutvecklat (med BTX-formfaktor)
- Chipset: Intel 5000X (källa)
- Systembuss: 1,33 GHz
- Processorsockel: LGA-771
- Processor: 2x Intel Xeon 51xx "Woodcrest" (2,0, 2,66 eller 3,0 GHz) med 4 MB L2-cache.
- Minnestyp: 667 MHz DDR2 FB-DIMM med ECC. Parvis montering krävs.
- Minnesplatser: Åtta totalt. Uppdelat på två dotterkort med vardera fyra RAM-platser. 1–16 GB RAM totalt.
- Hårddisk: Fyra interna platser. Serial ATA 2. 7200 varv/minut. 160-750 GB styck. 8 eller 16 MB cache.
- Kortplatser: 4 st PCI Express 16x, där en är avsedd för grafikkort.
- Grafikkort:
  - Nvidia Geforce 7300 GT med 256 MB
  - ATI Radeon X1900 XT med 512 MB
  - Nvidia Quadro FX 4500 med 512 MB
- Optisk enhet: Två platser. ATA/100[förtydliga] med två kontakter och dubbla Serial ATA 2.
- Nätverk: Gigabit Ethernet. Tillval: internt Airport Extreme-kort (54 Mbit/s, 802.11b/g)
- Modem: externt 56k-modem via USB (tillval)
- Bluetooth: intern modul för 3 Mbit/s (tillval)
- Portar (framsidan):
  - Data: Firewire 400, Firewire 800, 2x USB 2.0
  - Ljud: 3.5 mm ljud-ut
- Portar (baksidan):
  - Data: Firewire 400, Firewire 800, 3x USB 2.0
  - Nätverk: 2x Gigabit Ethernet
  - Ljud: 2x optiska portar (TOSLINK) samt ljud-ut och ljud-in
  - Övrigt: Ström, 2x DVI (via grafikkortet)
- Tillbehör: tangentbord, mus och DVI-till-VGA-adapter
- Program: Mac OS 10.4, Ilife 06, Comic Life samt Omni Outliner.

Standardkonfiguration
- Hårdvara: 2,66 GHz, 1 GB RAM, 250 GB HD, DVD-brännare (upp till 16x-fart) med DL-bränning (upp till 6x-fart), Geforce 7300 GT
- Pris: 24 195 kr (inkl. 25 % moms) hos Apple Store Sverige (Per den 7/8-2006)

## Revision A med tillvalet åtta processorkärnor (2007-04-04)
Tekniska specifikationer
- Identisk med revision A, förutom valet av processorer:
  - Processor: 2x Intel Xeon 51xx "Woodcrest" (2,0, 2,66 eller 3,0 GHz) med 4 MB L2-cache
  - Processor: 2x Intel Xeon 53xx "Clovertown" (3,0 GHz) med 8 MB L2-cache

Standardkonfiguration
- Hårdvara: 2.66 GHz, 1 GB RAM, 250 GB HD, DVD-brännare (upp till 16x-fart) med DL-bränning (upp till 6x-fart), Geforce 7300 GT
- Pris: 24 195 kr (inkl. 25 % moms) hos Apple Store Sverige (Per den 4/4-2007)

Standardkonfiguration men med dubbla 3 GHz Xeon "Clovertown"
- Hårdvara: 3.00 GHz, 1 GB RAM, 250 GB HD, DVD-brännare (upp till 16x-fart) med DL-bränning (upp till 6x-fart), Geforce 7300 GT
- Pris: 38 265 kr (inkl. 25 % moms) hos Apple Store Sverige (Per den 4/4-2007)

## Revision B (2008-01-08)
Tekniska specifikationer
- Moderkort: egenutvecklat (med BTX-formfaktor)
- Chipset: Intel
- Systembuss: 1,60 GHz
- Processorsockel:
- Processor: Intel Xeon 54xx (1x 2,8, eller 2x 2,8, 3,0 eller 3,2 GHz)
- Minnestyp: 800 MHz DDR2 FB-DIMM med ECC. Parvis montering krävs.
- Minnesplatser: Åtta totalt. Uppdelat på två dotterkort med vardera fyra RAM-platser. 2-32 GB RAM totalt.
- Hårddisk: Fyra interna platser. Två olika hårddisktyper: 
  - Serial ATA 2. 7200 varv/minut. 320–1000 GB styck. 8-32 MB cache.
  - Serial Attached SCSI. 15 000 varv/minut. 300 GB styck. 16 MB cache.
- Kortplatser: Fyra st PCI Express, där en är avsedd för grafikkort.
- Grafikkort:
  - ATI Radeon HD 2600 XT med 256 MB (två dual-link DVI-portar)
  - Nvidia Geforce 8800 GT med 512 MB (två dual-link DVI-portar)
  - Nvidia Quadro FX 5600 med 1,5 GB (två dual-link DVI-portar, och en stereo 3D-port)
- Optisk enhet: Två platser. ATA/100 med två kontakter och dubbla Serial ATA 2.
- Nätverk: Gigabit Ethernet. Tillval: internt Airport Extreme-kort (802.11n draft)
- Modem: externt 56k-modem via USB (tillval)
- Bluetooth: intern modul för 3 Mbit/s (standardutförande)
- Portar (framsidan):
  - Data: Firewire 400, Firewire 800, 2x USB 2.0
  - Ljud: 3,5 mm ljud-ut
- Portar (baksidan):
  - Data: Firewire 400, Firewire 800, 3x USB 2.0
  - Nätverk: 2x Gigabit Ethernet
  - Ljud: 2x optiska portar (TOSLINK) samt ljud-ut och ljud-in
  - Övrigt: Ström, 2x DVI (via grafikkortet)
- Tillbehör: tangentbord, mus och DVI-till-VGA-adapter
- Program: Mac OS 10.5 samt Ilife 08.

Standardkonfiguration
- Hårdvara: 2 Xeon 54xx @ 2,8 GHz, 2 GB RAM, 320 GB HD, DVD-brännare (upp till 16x-fart) med DL-bränning (upp till 8x-fart), ATI Radeon HD 2600
- Pris: 23 995 kr (inkl. 25 % moms) hos Apple Store Sverige (per den 8/1-2008)

## Revision C (2009-03-04)
Förutom förbättrad prestanda innebar den nya revisionen att Firewire 400-porten plockats bort. Därmed gällde den snabbare Firewire 800-porten som har en fysiskt annorlunda utformad kontakt. Tillbehör med Firewire 400-kontakter kräver en adapter för anslutning till Firewire 800-portar.
En annan betydande förändring är att Mini Displayport-kontakten införts.
Tekniska specifikationer
- Moderkort
- Chipset:
- Systembuss:
- Processorsockel:
- Processor: Intel Xeon "Nehalem" 55xx (2x 2,26, 2x 2,66 eller 2x 2,93 GHz) eller 53xx (1x 2,66 eller 1x 2,93 GHz)
- Minnestyp: 1066 MHz DDR3 DIMM med ECC
- Minnesplatser: 4 st (för Xeon 53xx) med maximalt 8 GB RAM totalt (4x2 GB), eller 8 st (för Xeon 55xx) med maximalt 32 GB RAM (8x4 GB)
- Hårddisk: Fyra interna platser. En hårddisktyp: 
  - Serial ATA 2. 7200 varv/minut. 640–1000 GB styck. 16-32 MB cache.
- Kortplatser: Fyra st PCI Express 2.0, där en är avsedd för grafikkort.
- Grafikkort:
  - Nvidia Geforce GT 120 med 512 MB (2 bildskärmsportar: en dual-link DVI & en Mini DisplayPort)
  - ATI Radeon HD 4870 med 512 MB (2 bildskärmsportar: en dual-link DVI & en Mini DisplayPort)
- Optisk enhet: Två platser.
- Nätverk: Gigabit Ethernet. Tillval: internt Airport Extreme-kort (802.11n draft)
- Modem: Nej
- Bluetooth: intern modul för 3 Mbit/s (standardutförande)
- Portar (framsidan):
  - Data: 2x Firewire 800, 2x USB 2.0
  - Ljud: 3,5 mm ljud-ut
- Portar (baksidan):
  - Data: 2x Firewire 800, 3x USB 2.0
  - Nätverk: 2x Gigabit Ethernet
  - Ljud: 2x optiska portar (TOSLINK) samt ljud-ut och ljud-in
  - Grafikkortet: DVI och Mini Displayport
  - Övrigt: Ström
- Tillbehör: tangentbord och mus (bildskärmsadapter som tillval)
- Program: Mac OS 10.5 samt Ilife 09.

Standardkonfiguration, Quad-Core
- Hårdvara: 1 Xeon 53xx @ 2,66 GHz, 3 GB RAM, 640 GB HD, DVD-brännare (upp till 18x-fart) med DL-bränning (upp till 8x-fart), Nvidia Geforce GT 120
- Pris: 26 995 kr (inkl. 25 % moms) hos Apple Store Sverige (per den 5/3-2009)

Standardkonfiguration, 8-Core
- Hårdvara: 2 Xeon 55xx @ 2,26 GHz, 6 GB RAM, 640 GB HD, DVD-brännare (upp till 18x-fart) med DL-bränning (upp till 8x-fart), Nvidia Geforce GT 120
- Pris: 34 995 kr (inkl. 25 % moms) hos Apple Store Sverige (per den 5/3-2009)

## Revision D (2010-07-27)
Efter cirka 1,5 år med revision C lanserades nästa revision den 27 juli 2010. Det skulle dock dröja några veckor in till augusti 2010 innan datorn började säljas. Bland nyheterna i denna revision märktes främst att datorn kan utrustas med upp till 12 processorkärnor (2 processorer med 6 processorkärnor per processor) jämfört med maximalt 8 i föregående revision. Ytterligare en märkbar nyhet var att trådlöst lokalt nätverk (Wi-Fi) blev standard från att tidigare ha varit ett tillval.
Tekniska specifikationer
- Moderkort
- Chipset:
- Systembuss:
- Processorsockel:
- Processor: Intel Xeon
- Minnestyp: 1066 MHz DDR3 DIMM med ECC.
- Minnesplatser:
- Hårddisk: fyra interna platser. 
  - Serial ATA 2. 7200 varv/minut. 1000–2000 GB styck.
  - Serial ATA 2. SSD-enhet. 512 GB styck.
- Kortplatser: Fyra st PCI Express 2.0, där en är avsedd för grafikkort.
- Grafikkort:
  - ATI Radeon HD 5770 1 GB. Portar: Två st Mini Displayport + en DVI
  - ATI Radeon HD 5870 1 GB
- Optisk enhet: Två platser.
- Nätverk: Gigabit Ethernet och Airport Extreme (802.11n)
- Modem: Nej
- Bluetooth: intern modul för 3 Mbit/s (standardutförande)
- Portar (framsidan):
  - Data: 2x Firewire 800, 2x USB 2.0
  - Ljud: 3,5 mm ljud-ut
- Portar (baksidan):
  - Data: 2x Firewire 800, 3x USB 2.0
  - Nätverk: 2x Gigabit Ethernet
  - Ljud: 2x optiska portar (TOSLINK) samt ljud-ut och ljud-in
  - Grafikkortet: DVI och Mini Displayport
  - Övrigt: Ström
- Tillbehör: tangentbord och mus (bildskärmsadapter som tillval)
- Program: Mac OS 10.6 samt Ilife 09.

## Mac Pro "Mid 2012" (2012)
Efter nästan 2 år sedan 2010 års modell släpptes en ny modell i samband med Apples utvecklarkonferens i juni 2012. Nyheterna i denna modell var minimala.
Vid våren 2013 infördes ett säljförbud för Mac Pro i Europa.

## Mac Pro "2013" (2013)
Vid Apples utvecklarkonferens i juni 2013 visade Apple upp en förhandstitt på en helt ny modell med helt ny design, samt annonserade ett lanseringstillfälle som är "senare under året" . Den 22 oktober 2013 annonserade Apple den helt nya Mac Pro-modellen med lanseringstiden "december 2013" 
Betydande förändringar för Mac Pro
- helt nytt chassi:
  - mycket mindre
  - cylinder-formfaktor
- bortplockat:
  - expansionskortplatserna
  - interna platserna för 4 st 3,5-tumshårddiskar och 2 st 5,25-tumsenheter
  - Firewire-portarna
- nytt:
  - HDMI-utgång
  - Thunderbolt 2-portar
  - PCIe-anslutet flashminne
  - Uppgraderade anslutningar (USB till 3.0, WLAN till 802.11ac och Bluetooth till 4.0)